# 간다 이조

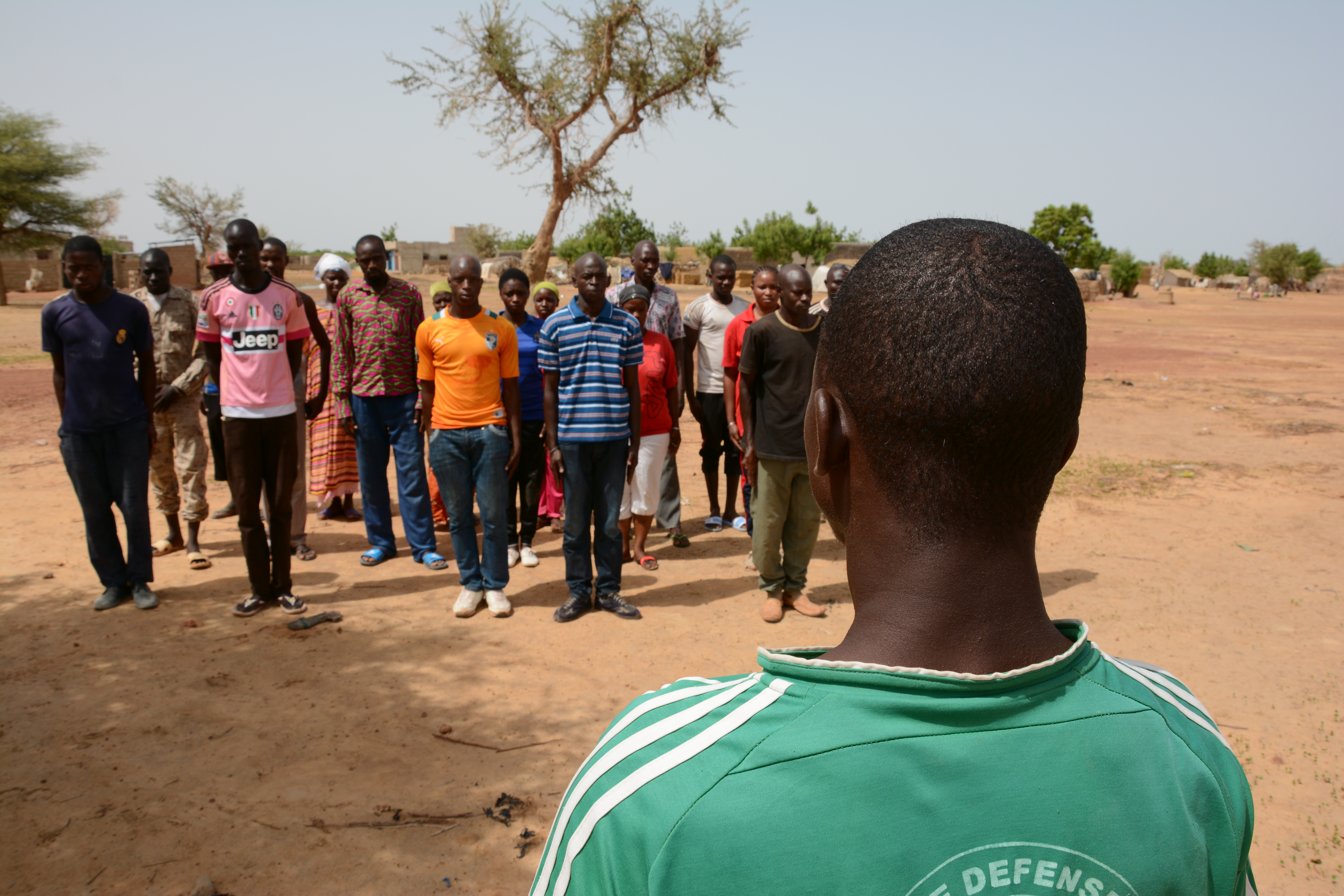

간다 이조, 또는 간다 이소는 땅의 아들들을 뜻하며 21세기 초 북부 말리에 등장한 불법 무장단체이다. 이들은 북부 말리 분쟁에서 말리군과 연합하여 활동 중이다.

## 편성
간다 코이 운동이 1994년 5월 세이두 시세에 의해 창립되었다. 북부 말리의 가오 지역에서 투아레그 족과 흑인 부족 간의 긴장이 증가하면서 이에 대응하기 위해 설립된 단체가 간다 코이로, 이들은 송가이인과 밤바라인, 푸라니인, 보조인, 투아레그벨라 부족으로부터 전투원들을 모집했다. 간다 코이는 1992년 4월에 체결된 국가 평화 조약을 거부했다. 이후 이 운동은 투아레그 반군이라 불리는 것에 대응해 급진적인 반투아레그 이데올로기를 내세웠다. 간다 코이는 이후 간다 이조로 전환했고, 대부분의 사람들은 간다 이조가 간다 코이의 계승자로 보고 있다.

## 투아레그 반란
2008년 간다 이조의 군사령관 아마두 디알로 병장은 4명의 투아레그 시민들이 죽은 곳에서 대규모 주간 학살을 수행했다. 이는 디알로와 민간 지도자 사이의 분열을 낳았다. 아마두 디알로는 2012년 3월 25일 MNLA 반군과의 전투가 벌어진 안송고에서 사망한 것으로 보고되었다. 2012년 9월 두엔차 마을에서 간다 이소가 통치하던 지역이 서아프리카 지하드 통일운동에게 유혈사태 없이 인계되었다.